# Kpelle szótagírás
A kpelle szótagírást 1935 körül találta ki a libériai Sanoyie Gbili törzsfőnök. A kpelle nyelv írására szánták, amely a Niger-kongó nyelvcsalád mande csoportjába tartozik, és amelyet akkoriban körülbelül 490 000 ember beszélt Libériában és körülbelül 300 000 ember Guineában.
A szótagírás 88 írásjelből áll, és balról jobbra haladva, vízszintes sorokban írják. A betűjelek közül soknak több formája is van.
Az 1930-as években és az 1940-es évek elején Libériában és Guineában a kpelle nyelvet beszélők bizonyos mértékig használták, de soha nem vált széles körben elfogadottá. 
A betűsort sikertelen írásként tartják számon, ma a nyelvet a latin ábécé egy változatával írják.

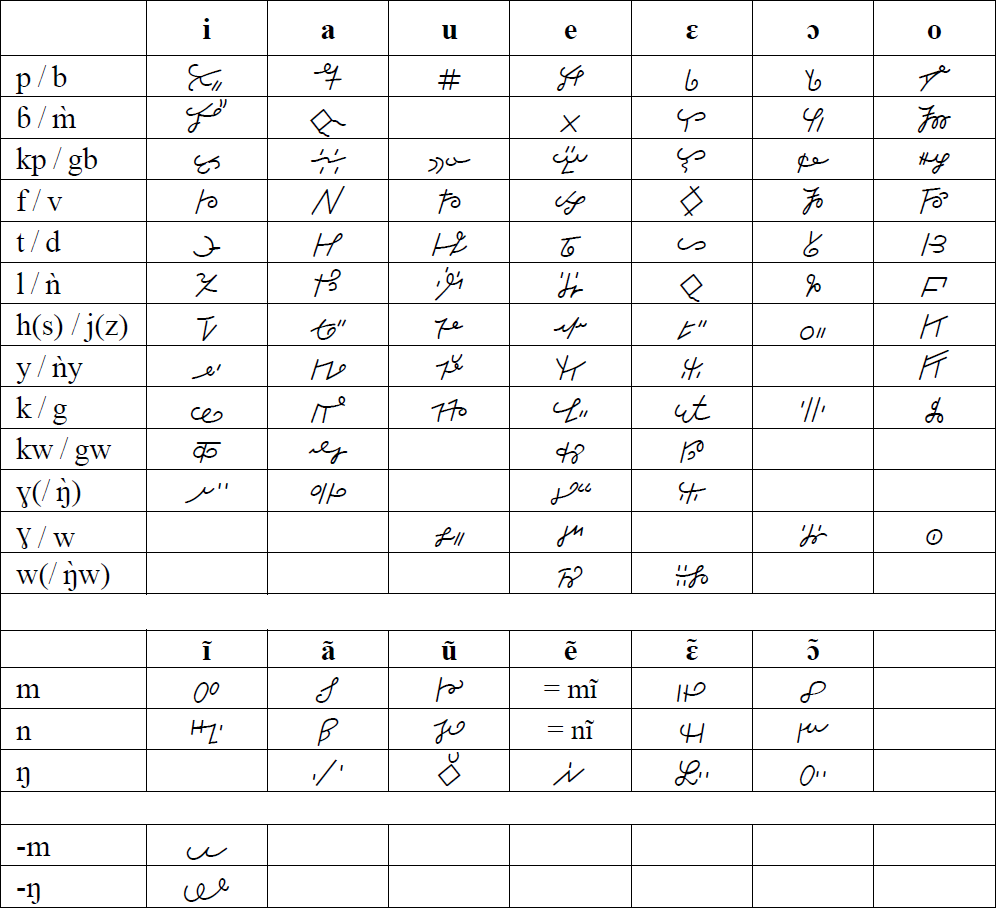
A szótagírás jelkészlete

## Fordítás
- Ez a szócikk részben vagy egészben  a   Kpelle syllabary című angol Wikipédia-szócikk fordításán alapul.  Az eredeti cikk szerkesztőit annak laptörténete sorolja fel. Ez a jelzés csupán a megfogalmazás eredetét és a szerzői jogokat jelzi, nem szolgál a cikkben szereplő információk forrásmegjelöléseként.